# Studentenkompanie
Die Studentenkompanie, kurz Stuko, war eine von Studenten gebildete Kompanie verschiedener Zuordnung im 19. und 20. Jahrhundert.

## Geschichte
Ab 1703 wurden im Heiligen Römischen Reich Studentenkompanien als patriotische Milizverbände aufgestellt. Die meisten Angehörigen waren  Kriegsfreiwillige, die sich aus Patriotismus zu den Waffen meldeten.

### Österreich
Bedeutung gewannen die Studentenkompanien im  Sardinischen Krieg und im  Deutschen Krieg. Eine große Rolle spielten sie in Tirol. Getragen wurden sie unter anderem von den Corps an der Universität Innsbruck. Besonders in Südtirol sind Schützenvereine wie die Tiroler Schützen noch heute fest verwurzelt. Die Akademische Legion (1848) war eine Blüte der Deutschen Revolution 1848/49. Den gleichen Namen gaben sich 1918/19 Frontkämpfer an der Universität Wien und  steiermärkische Korporierte im Kärntner Abwehrkampf.

### Zwischenkriegszeit
Die Zeitfreiwilligenverbände der Zeit nach dem Ersten Weltkrieg haben mit den medizinischen und technischen Studentenkompanien des Zweiten Weltkriegs nichts gemein.

### Wehrmacht
In der Masse bestand die Wehrmacht aus einberufenen Reservisten. Studenten deutscher Universitäten mussten sowohl im Kriegseinsatz als auch im Zivilleben Studentenkompanien angehören. Sie konnten normal studieren, wurden aber in den Semesterferien an die Kriegsfront abkommandiert.

#### Mitglieder der Weißen Rose
Die 2. Studentenkompanie der Medizinstudenten in der »Bergmannschule« (Kaserne in der Volksschule an der Bergmannstraße im Münchener Stadtteil Westend) war die Wehrmachteinheit, in der die bekannten Mitglieder des Widerstandskreises ihren Militärdienst leisten mussten. In der Bergmannschule waren insgesamt vier derartige Studentenkompanien stationiert.
Angehörige der 2. Studentenkompanie waren unter anderem
- Hans Scholl
- Alexander Schmorell
- Jürgen Wittenstein
- Hubert Furtwängler
- Ernst Naumann
- Willi Graf (ab Sommersemester 1942)

Weitere Kompanieangehörige waren Josef Gieles, Raimund Samüller, Hellmut Hartret, Wolf Jaeger, Otmar Hammerstein, Xaver Kuhn (Schreiber der 1. Kompanie) und Feldwebel Lermer (die Papier, einen Vervielfältigungsapparat, Reisegenehmigungen und Urlaubsscheine für Aktionen der Weißen Rose beschafften), der Kompaniechef im Range eines Hauptmanns, Oberstabsarzt Paul Buhl sowie Anton Wagner (der Schmorell einen kaum funktionierenden russischen Revolver für Hans Scholl übergab, welcher bei den nächtlichen Wandparolen-Aktionen der Weißen Rose im Februar 1943 mitgeführt wurde).
Mitte Mai 1942 bis zur Abkommandierung zur Feld-Famulatur in die Sowjetunion Ende Juli 1942 verfassten Scholl und Schmorell die ersten Flugblätter der Weißen Rose. Im Juli 1942 begann die Verlegung der Studentenkompanie an die Ostfront. Dort hatte sie u. a. am 7. August 1942 einen Einsatz bei der 252. Infanterie-Division in Gshatsk, am Verbandsplatz etwa zehn Kilometer hinter der Front.
Am 6. November 1942 fand die Rückkehr nach München zum Wintersemester 1942/1943 statt.
Im Januar 1943 wurden Flugblätter auch anonym in den vier Kompanien der Bergmannschule in Umlauf gebracht (vermutlich durch Hans Scholl mit Hilfe von Xaver Kuhn).
Am 20./21. Januar 1943 tarnte Willi Graf eine Anwerbungsreise für die Weiße Rose zu Freunden nach Bonn, insbesondere Karl Bisa, vorgeblich mit der Planung eines Fechtturniers zwischen Bonner und Münchner Studentenkompanien, das in der Fechtschule von Meister Knapen in München stattfinden sollte.
Am 19. Februar 1943 blieb Alexander Schmorell, nach der Verhaftung der Geschwister Scholl, dem Appell an diesem Vormittag fern. Daher löste Kompaniechef Buhl die Fahndung aus. Gegen die im Zuge der Gestapo-Verfolgung auf Plakaten und Zeitungsanzeigen erfolgte Abstempelung zum Kriminellen protestierte jedoch selbst Buhl, gemeinsam mit Wolf Jaeger, weil Straftaten von Soldaten dem Gesetz nach nur von zuständigen Wehrmachtstellen (Feldjäger) geahndet werden durften.
Christoph Probst hingegen gehörte nicht derselben Kompanie an, sondern der Studentenkompanie der Medizinstudenten der Luftwaffe. Diese war 1941/1942 in Straßburg, im Sommersemester 1942 in München und ab Winter 1942 in Innsbruck stationiert.
Als Vertreter der Studentenschaft war Michael Soeder im Februar 1943 Augenzeuge des Prozesses gegen die Geschwister Scholl und Christoph Probst. Er beschrieb diesen Vorgang später unter dem Pseudonym Achim Anderer in seinem autobiografischen Roman Die bittere Arznei der Zeit.